# Bruyères-et-Montbérault
Bruyères-et-Montbérault és un municipi francès situat al departament de l'Aisne i a la regió dels Alts de França. L'any 2007 tenia 1.591 habitants.

## Demografia

### Població
El 2007 la població de fet de Bruyères-et-Montbérault era de 1.591 persones. Hi havia 631 famílies de les quals 160 eren unipersonals (70 homes vivint sols i 90 dones vivint soles), 213 parelles sense fills, 209 parelles amb fills i 49 famílies monoparentals amb fills.
La població ha evolucionat segons el següent gràfic:
Habitants censats

### Habitatges
El 2007 hi havia 707 habitatges, 651 eren l'habitatge principal de la família, 8 eren segones residències i 48 estaven desocupats. 655 eren cases i 48 eren apartaments. Dels 651 habitatges principals, 460 estaven ocupats pels seus propietaris, 181 estaven llogats i ocupats pels llogaters i 9 estaven cedits a títol gratuït; 5 tenien una cambra, 29 en tenien dues, 110 en tenien tres, 174 en tenien quatre i 333 en tenien cinc o més. 526 habitatges disposaven pel capbaix d'una plaça de pàrquing. A 283 habitatges hi havia un automòbil i a 304 n'hi havia dos o més.

### Piràmide de població
La piràmide de població per edats i sexe el 2009 era:
| Homes | Edats   | Dones |
| ----- | ------- | ----- |
| 0     | 95 o +  | 4     |
| 0     | 90 a 94 | 0     |
| 16    | 85 a 89 | 20    |
| 4     | 80 a 84 | 8     |
| 24    | 75 a 79 | 24    |
| 44    | 70 a 74 | 36    |
| 40    | 65 a 69 | 36    |
| 36    | 60 a 64 | 52    |
| 32    | 55 a 59 | 52    |
| 80    | 50 a 54 | 68    |
| 48    | 45 a 49 | 52    |
| 76    | 40 a 44 | 60    |
| 60    | 35 a 39 | 52    |
| 40    | 30 a 34 | 48    |
| 36    | 25 a 29 | 40    |
| 20    | 20 a 24 | 32    |
| 36    | 15 a 19 | 48    |
| 56    | 10 a 14 | 68    |
| 52    | 5 a 9   | 60    |
| 20    | 0 a 4   | 20    |

## Economia
El 2007 la població en edat de treballar era de 1.006 persones, 758 eren actives i 248 eren inactives. De les 758 persones actives 692 estaven ocupades (368 homes i 324 dones) i 66 estaven aturades (38 homes i 28 dones). De les 248 persones inactives 89 estaven jubilades, 89 estaven estudiant i 70 estaven classificades com a «altres inactius».

### Ingressos
El 2009 a Bruyères-et-Montbérault hi havia 666 unitats fiscals que integraven 1.603,5 persones, la mediana anual d'ingressos fiscals per persona era de 20.153 €.

### Activitats econòmiques
Dels 77 establiments que hi havia el 2007, 1 era d'una empresa alimentària, 2 d'empreses de fabricació d'altres productes industrials, 19 d'empreses de construcció, 12 d'empreses de comerç i reparació d'automòbils, 2 d'empreses de transport, 5 d'empreses d'hostatgeria i restauració, 1 d'una empresa d'informació i comunicació, 9 d'empreses financeres, 5 d'empreses immobiliàries, 8 d'empreses de serveis, 7 d'entitats de l'administració pública i 6 d'empreses classificades com a «altres activitats de serveis».
Dels 26 establiments de servei als particulars que hi havia el 2009, 1 era una oficina de correu, 2 tallers de reparació d'automòbils i de material agrícola, 4 paletes, 2 guixaires pintors, 4 fusteries, 2 lampisteries, 3 electricistes, 3 perruqueries, 3 restaurants i 2 agències immobiliàries.
Dels 6 establiments comercials que hi havia el 2009, 1 era un supermercat, 1 una gran superfície de material de bricolatge, 1 una botiga de menys de 120 m², 1 una llibreria, 1 una sabateria i 1 una joieria.
L'any 2000 a Bruyères-et-Montbérault hi havia 4 explotacions agrícoles.

## Equipaments sanitaris i escolars
L'únic equipament sanitari que hi havia el 2009 era una farmàcia.
El 2009 hi havia una escola elemental.

## Poblacions més properes
El següent diagrama mostra les poblacions més properes.